# Willandramerengebied
Het Willandramerengebied (Engels: Willandra Lakes Region) is een merengebied in New South Wales in Australië met een oppervlakte van 240.000 hectare. Het landschap bestaat uit opgedroogde zoutmeren, zandduinen en bos.
De regio is toegevoegd aan de werelderfgoedlijst in 1981 vanwege de bijzondere geologische processen die nog steeds aan de gang zijn, en omdat het gebied de belangrijkste elementen van de evolutie op aarde laat zien.
De meren in het gebied stammen uit het pleistoceen.
De Aboriginals leefden ongeveer 50.000 jaar geleden aan de rand van de meren. In 1968 werden de resten van een gecremeerde vrouw gevonden; met 26.000 jaar is dit de oudste crematieplek die men kent.